# Флаг Омского сельсовета
Флаг муниципального образования «Омский сельсовет» Заполярного муниципального района Ненецкого автономного округа Российской Федерации.
Флаг утверждён 3 сентября 2010 года и внесён в Государственный геральдический регистр Российской Федерации с присвоением регистрационного номера 6537.

## Описание флага
«Прямоугольное красное полотнище с отношением ширины к длине 2:3, несущее по центру выполненное жёлтым, белым и чёрным цветами изображение части лестовки (с лепестками); вверху изображение примыкает к краю полотнища и отгораживает его дугообразный участок, выделенный голубым цветом».

## Символика флага
Флаг разработан на основе герба, который языком символов и аллегорий отражает исторические, культурные и природные особенности муниципального образования «Омский сельсовет».
Ома — одно из старинных сёл Заполярья, получившее своё название от реки Ома, на берегу которой оно выросло.
Первое письменное упоминание об Оме относится к 1858 году, однако поселенцы пришли сюда ещё в XVII веке. На зимнем берегу Белого моря было много скитов, где обитали старообрядцы. Отсюда им был открыт путь на Кулой, Мезень и Печору. Возможно, эти скиты — первые крупные поселения в таёжной глубинке Поморья в XVII веке. В работе Е. Меньшаковой «Печорское старообрядчество» упоминается о первом старообрядческом беспоповском поселении в Канино — Тиманье — ските на реке Оме, основанном мезенцами в начале XVIII века.
Использование на флаге муниципального образования «Омский сельсовет» лестовки — старообрядческих чёток для счёта молитв символизирует не только древность села Омы и её первых жителей — старообрядцев, но и духовную преемственность многих поколений жителей, сохранение традиций предков.
Выложенная в полукруг лестовка и голубое поле вверху аллегорически показывает географическое расположение муниципального образования — село Ома находится в десяти километрах от Северного полярного круга.
Жёлтый цвет (золото) — символ богатства, стабильности, уважения, интеллекта, жизненной силы.
Белый цвет (серебро) — символ чистоты, совершенства, мира и взаимопонимания. Серебро — цвет бескрайних северных просторов.
Красный цвет — символ мужества, силы, труда, красоты и праздника.